# Weissiodicranum insularum
Weissiodicranum insularum är en bladmossart som beskrevs av W. D. Reese in W. D. Reese och William Russell Buck 1991. Weissiodicranum insularum ingår i släktet Weissiodicranum och familjen Pottiaceae. Inga underarter finns listade i Catalogue of Life.